# Cesare Aroldi
Cesare Aroldi (Viadana, 23 giugno 1848 – Viadana, 9 ottobre 1921) è stato un giornalista e politico italiano.

## Biografia
Volontario garibaldino nella terza guerra d'indipendenza e nelle campagne per la presa di Roma, dopo quest'ultima torna a Viadana, dove inizia a collaborare col quotidiano la Provincia di Mantova. Nel 1873 si reca in Spagna, latore di una lettera dell'eroe dei due mondi al quarto presidente della Prima Repubblica spagnola, Emilio Castelar.
Dal 1874 si dedica all'insegnamento, spostandosi a Mantova, Ancona, Roma, Terni, Viterbo.
Dagli iniziali ideali repubblicani si sposta gradualmente a quelli del socialismo. Fondatore del quotidiano La voce di Belfiore, organo democratico di Mantova, dirige il Corriere delle Marche di Ancona. Nel 1887 vince un concorso per la cattedra di economia politica, diritto e scienza delle finanze all'istituto tecnico di Terni, dove viene anche eletto consigliere comunale e nominato sindaco. È stato corrispondente da Roma de il Secolo di Milano, segretario della federazione socialista di Viterbo e direttore de La Scintilla.